# 双曲型トーラス自己同型写像
力学系理論における双曲型トーラス自己同型写像（そうきょくがたトーラスじこどうけいしゃぞう、英: hyperbolic toral automorphism）あるいはトーラス上の双曲型自己同型写像は、ユークリッド空間上の双曲型の線型写像から誘導されるトーラス上の自己同型写像である。アノソフ系の代表的な例であり、力学系の中でも重要な対象でもある。ユークリッド空間上の線型写像が単純な振る舞いしか示さないのに対して、トーラス上の双曲型自己同型写像は非常に豊かな構造を有する。

## 定義

正方形の上辺と下辺と同一視し、右辺と左辺を同一視することで、2次元トーラスを構成できる

まず、2次元トーラス 𝕋2 を導入する。幾何学的には、 𝕋2 は、平面上の正方形 [0, 1] × [−1, 1] の上辺と下辺と同一視し、さらに右辺と左辺を同一視して構成できる。代数的には、実数の組 (x, y) と (x′, y′) に対して x − x′ と y − y′ が整数のときに (x, y) ∼ (x′, y′) であるという同値関係 ∼ を定義したときの同値類全体が2次元トーラスでもある。
次に ℝ2 上の点を 𝕋2 上の点に写す自然な射影 π : ℝ2 → 𝕋2 を導入する。x = (x, y)⊤ ∈ ℝ2 の同値類を [x] で表すと、 π は
{\displaystyle \pi (x)=[x]}
という連続写像である。ここで ⊤ は転置の記号で、x は列ベクトルとする。
そして、平面 ℝ2 上の線型写像 LA : ℝ2 → ℝ2 を導入する。すなわち、LA は平面上の点 x を変数として 2 × 2 の定数係数行列 A によって
{\displaystyle L_{A}({\boldsymbol {x}})=A{\boldsymbol {x}}={\begin{pmatrix}a_{11}&a_{12}\\a_{21}&a_{22}\end{pmatrix}}{\begin{pmatrix}x\\y\end{pmatrix}}}
と定義される。
ここで、A の成分が全て整数だとすると、LA は ℤ2 を ℤ2 に写す。すなわち、LA(ℤ2) = ℤ2 が成り立つ。したがって、n, m ∈ ℤ としたときに、
{\displaystyle A{\begin{pmatrix}x\\y\end{pmatrix}}} と {\displaystyle A{\begin{pmatrix}x+n\\y+m\end{pmatrix}}}
をそれぞれ π : ℝ2 → 𝕋2 でトーラス上に射影した点は、
{\displaystyle \pi \circ A{\begin{pmatrix}x\\y\end{pmatrix}}=\pi \circ A{\begin{pmatrix}x+n\\y+m\end{pmatrix}}}
という関係が成り立つ。そのため整数係数行列 A を持つ平面上の写像 LA により、fA := π ∘ LA で定義されるトーラス上の写像 fA : 𝕋2 → 𝕋2 が矛盾なく導入できる。
写像 fA はヤコビ行列が A であるような微分可能な写像である。さらに、整数係数行列 A の行列式が det A = ±1 であるとすれば、A は逆行列を持ち、その逆行列 A−1 も整数行列となる。2 × 2 行列 A の場合、この条件は det A = ad − bc = ±1 という条件となる。A−1 による LA の逆写像は、LA−1(x) = A−1x であり、LA−1 によっても上記と同様にトーラス上の写像を導入できる。よって、A が整数行列でなおかつ det A = ±1 であれば、写像 fA は可微分同相写像である。
ℝ2 および 𝕋2 は加法 (x, y) + (x′, y′)= (x + x′, y + y′) によってリー群の構造を持つ。トーラスから自分自身への写像 fA : 𝕋2 → 𝕋2 は、fA(x + x′) = fA(x) + fA(x′) という性質を持ち、なおかつ同相写像であることから、fA は 𝕋2 のリー群としての自己同型写像を成す。このような fA をトーラス自己同型、トーラス自己同型写像、トーラス上の自己同型写像などと呼ぶ。
ℝn 上の線型写像が絶対値 1 の固有値を持たないとき、その線型写像あるいは係数行列 A は双曲型であるという。すなわち、係数行列 A の全ての固有値の絶対値が 1 ではないときに双曲型である。2 × 2 行列 A の場合、固有値は固有方程式 k2 − (a + d)k + det A = 0 の解 k1, k2 より求められる。 A が双曲型であるようなトーラス自己同型写像 fA を、双曲型トーラス自己同型、双曲型トーラス自己同型写像、トーラス上の双曲型自己同型写像などと呼ぶ。
以上は2トーラス上での導入だが、一般の n 次元トーラス 𝕋n 上の双曲型自己同型写像を同様に定義することもできる。

## 振る舞い
ユークリッド空間上の線型写像が示す振る舞いは単純な構造であるのに対し、それから誘導される双曲型トーラス自己同型写像の構造は非常に豊かである。fA は以下のような性質を持つ。
- (1) 周期点が稠密に存在する[10]
- (2) 位相推移的である[10]
- (3) 位相混合的である[26]
- (4) 初期値鋭敏性を持つ[27]
- (5) 拡大的である[10]
- (6) 擬軌道追跡性を持つ[10]
- (7) 構造安定である[28]